# Festival de cinéma africain de Cordoue
Le festival de cinéma africain de Tarifa, puis festival de cinéma africain de Cordoue (FCAT) est un festival de cinéma consacré au cinéma africain créé en 2004. Les 8 premières éditions se sont tenues à Tarifa. Le festival se tient à Cordoue depuis 2012.

## Historique
Le festival est organisé par l'association non lucrative Al Tarab.

## Éditions
- Festival de cinéma africain de Tarifa 2004
- Festival de cinéma africain de Tarifa 2005
- Festival de cinéma africain de Tarifa 2006
- Festival de cinéma africain de Tarifa 2007
- Festival de cinéma africain de Tarifa 2008
- Festival de cinéma africain de Tarifa 2009
- Festival de cinéma africain de Tarifa 2010
- Festival de cinéma africain de Tarifa 2011 (es)
- Festival de cinéma africain de Cordoue 2012
- Festival de cinéma africain de Cordoue 2013 (es)
- Festival de cinéma africain de Cordoue 2014
- Festival de cinéma africain de Cordoue 2015

## Prix
Les films concourent dans deux catégories « Hypermétropie » et « En bref » pour les prix suivants :
- Prix du meilleur long-métrage de fiction
- Prix du meilleur long-métrage documentaire
- Prix du meilleur court-métrage
- Prix de la  meilleure actrice
- Prix du public